# DNA²
DNA² (japonsky D・N・A² ～何処かで失くしたあいつのアイツ～, Dí En Ei Cú: Dokoka de nakušita aicu no aicu) je japonská manga, kterou kreslil a psal Masakazu Kacura. Vycházela od srpna 1993 do července 1994 v časopisu Šúkan šónen Jump nakladatelství Šúeiša. To ji vydalo mezi lety 1993 a 1995 v pěti svazcích.
Manga byla zadaptována do dvanáctidílného televizního anime seriálu, který byl premiérově vysílán od října do prosince roku 1994 na televizní stanici Nippon Television. Za jeho vytvořením stojí animační studia Madhouse a Studio Deen. Studia společně pracovala na třech OVA epizodách, které byly vydána v roce 1995. Všech 15 dílů později vyšlo i v pětidílné DVD edici. Společnost Central Park Media vydala anime seriál a OVA epizody v Severní Americe. V roce 2014 je Discotek Media znovu vydal na DVD.

## Příběh
Džunta Momonari je středoškolský student s neobvyklým problémem. Pokaždé, když uvidí byť jen částečně svlečenou dívku, se mu udělá silně nevolno. Pokud v její přítomnosti zůstane delší dobu, tak se pozvrací. Tento problém mu znemožňuje najít si přítelkyni. Jediná dívka, se kterou je schopen udržovat normální kontakt, je jeho kamarádka z dětství, Ami Kurimoto.
Jednoho dne Džuntu osloví neznámá dívka. Ta se mu představí jako Karin Aoi a vypráví mu, že je z budoucnosti, ve které se Japonsko stalo extrémně přelidněné. Jako důvod uvede takzvaného „mega-playboye”: až přespříliš charismatického mladíka, který ve své době oplodnil 100 žen, jejichž děti měli každé dalších 100 dětí.
Karin Džuntovi vysvětlí, že je DNA operátorka. To znamená, že její prací je upravovat DNA lidí kvůli všeobecnému zájmu. Dále mu řekne, že právě on je oním mega-playboyem, a že právě jeho DNA musí upravit, aby vyřešila japonský populační problém. Proto po něm vystřelí kulku, která má upravit jeho DNA tak, aby se oním svůdníkem nikdy nestal.
Bohužel pro Karin se ukáže, že zvolila špatnou kulku a ze stydlivého Džunty stvořila mega-playboye právě ona tímto činem. Karin se snaží vše napravit, jenže je tu jeden problém: ani ona sama není imunní proti šarmu mega-playboye.

## Seznam dílů

### První řada (1994)
| Č. v seriálu | Původní název                                             | Režie           | Scénář           | Premiéra v Japonsku |
| ------------ | --------------------------------------------------------- | --------------- | ---------------- | ------------------- |
| 1            | Mirai kara kita šódžo Karin 未来からの少女 かり           | Šigeru Ueda     | Tacuhiko Urahata | 7. října 1994       |
| 2            | Megapure tandžó! Džunta メガプレ誕生! 純太                | Hiroši Kurimoto | Tacuhiko Urahata | 14. října 1994      |
| 3            | Macuri no joru ni Ami 祭りの夜に 亜美                     | Hirojuki Tanaka | Tacuhiko Urahata | 21. října 1994      |
| 4            | Nekkuresu wa dare ni? Tomoko ネックレスは誰に? 倫子       | Jukio Nišimoto  | Tacuhiko Urahata | 28. října 1994      |
| 5            | Dare ni mo ienai! Kotomi 誰にも言えない! ことみ           | Masakazu Amija  | Tacuhiko Urahata | 4. listopadu 1994   |
| 6            | Džunta wa Kotomi ni nani wo šita? 純太はことみに何をした? | Šigeto Makino   | Tacuhiko Urahata | 11. listopadu 1994  |
| 7            | Wataši no subete wo agetai no! 私のすべてを あげたいの!   | Toši Noma       | Tacuhiko Urahata | 18. listopadu 1994  |
| 8            | Zutto anata ga soba ni ita ずっとあなたがそばにいた       | Hiroši Kurimoto | Tacuhiko Urahata | 25. listopadu 1994  |
| 9            | Sono dangan wa Rjúdži no mune ni.. その弾丸は 竜二の胸に… | Jošinori Odaka  | Tacuhiko Urahata | 2. prosince 1994    |
| 10           | Abunai Rjúdži no abunai nórjoku アブナイ竜二の危ない能力  | Jukio Nišimoto  | Tacuhiko Urahata | 9. prosince 1994    |
| 11           | Megapure ni načča dame!! メガプレになっちゃダメ!!         | Šigeto Makino   | Tacuhiko Urahata | 16. prosince 1994   |
| 12           | Baibai Megapureibói バイバイメガプレイボーイ              | Kacujuki Kodera | Tacuhiko Urahata | 25. prosince 1994   |

### OVA (1995)
| Č. v seriálu | Původní název                                    | Scénář           | Premiéra v Japonsku |
| ------------ | ------------------------------------------------ | ---------------- | ------------------- |
| 1            | Mó hitocu no taimumašin もう一つのタイムマシン   | Tacuhiko Urahata | 21. února 1995      |
| 2            | Hjaku-nen go no wasuremono 100年後の忘れもの     | Tacuhiko Urahata | 25. dubna 1995      |
| 3            | Boku wa anata o wasurenai ぼくはあなたを忘れない | Tacuhiko Urahata | 25. června 1995     |